# Mittelrheinpokal 2013/14
Der Mittelrheinpokal 2013/14 war die 22. Austragung im Fußball-Mittelrheinpokal der Männer, der vom Fußball-Verband Mittelrhein veranstaltet wurde. Der Wettbewerb wurde nach einem Sponsor Bitburger-Pokal genannt. Der Sieger qualifizierte sich für die erste Hauptrunde des DFB-Pokal 2014/15. Im Finale gewann der FC Viktoria Köln mit 2:1 gegen den FC Wegberg-Beeck.

## Modus
Der Mittelrheinpokal wird im K.-o.-System ausgetragen. In jeder Runde gibt es ein Spiel. Wenn ein Spiel nach 90 Minuten unentschieden steht, wird das Spiel um zweimal 15 Minuten verlängert. Sollte danach immer noch keine Entscheidung gefallen sein, folgt ein Elfmeterschießen. Das Finale wird seit 2012 im Sportpark Nord in Bonn ausgetragen.

## Teilnehmende Mannschaften
Für den Mittelrheinpokal 2013/14 qualifizierten sich die Vereine aus dem Verbandsgebiet, die in der Regionalliga West 2013/14 spielten sowie die drei erstplatzierten Mannschaften aus den Kreispokalwettbewerben der Kreise Köln, Bonn, Sieg, Berg, Rhein-Erft, Aachen, Düren und die Finalteilnehmer aus Euskirchen und Heinsberg.
Am Mittelrheinpokal 2013/14 nahmen folgende Mannschaften teil:
- Regionalliga
  - Alemannia Aachen, FC Viktoria Köln, SC Fortuna Köln (Titelverteidiger)
- Kreis Köln
  - FC Leverkusen (BL), SC Borussia Lindenthal-Hohenlind (LL), SV Deutz 05 (BL)
- Kreis Bonn
  - FV Bonn-Endenich (LL), SV Ennert 1911 (BL), VfL Alfter (ML)
- Kreis Sieg
  - 1. FC Spich (LL), FV Bad Honnef (LL), Inter Troisdorf (KLA)
- Kreis Berg
  - Borussia Derschlag (KLA), FV Wiehl (BL), SV Bergisch Gladbach 09 (ML)
- Kreis Euskirchen
  - Kaller SC (BL), SV Nierfeld (ML), SW Stotzheim 1920 (BL), TSC Euskirchen (ML)
- Kreis Rhein-Erft
  - FC Hürth (LL), Spvg Wesseling-Urfeld (LL), TSV Weiss (BL)
- Kreis Aachen
  - FC Inde Hahn (BL), TSV Hertha Walheim (LL), VfL 08 Vichttal (LL)
- Kreis Düren
  - Borussia Freialdenhoven (ML), SG Voreifel (KLA), Viktoria Arnoldsweiler (ML)
- Kreis Heinsberg
  - Union Schafhausen (BL), FC Wegberg-Beeck (ML), Germania Teveren (LL), SV Brachelen (BL)

## 1. Runde
Die Partien wurden vom 12. bis zum 26. Oktober 2013 ausgetragen.
| Datum             |                              | Ergebnis              |                                       |
| ----------------- | ---------------------------- | --------------------- | ------------------------------------- |
| 12.10.2013, 16:30 | Borussia Derschlag (KLA)     | 1:4                   | SC Borussia Lindenthal-Hohenlind (LL) |
| 12.10.2013, 16:30 | FC Leverkusen (BL)           | 4:2                   | 1. FC Spich (LL)                      |
| 12.10.2013, 17:00 | SW Stotzheim 1920 (BL)       | 0:1                   | SV SW Nierfeld (ML)                   |
| 12.10.2013, 17:15 | FV Bonn-Endenich (LL)        | 2:4 n. V              | VfL Alfter (ML)                       |
| 13.10.2013, 15:00 | SG Voreifel (KLA)            | 2:3                   | SV Brachelen (BL)                     |
| 13.10.2013, 15:00 | VfL 08 Vichttal (LL)         | 3:4 n. V              | TSV Hertha Walheim (LL)               |
| 13.10.2013, 15:00 | Borussia Freialdenhoven (ML) | 1:3                   | FC Wegberg-Beeck (ML)                 |
| 13.10.2013, 15:00 | Union Schafhausen (BL)       | 1:1 n. V. (2:4 i. E.) | FC Hürth (LL)                         |
| 13.10.2013, 15:00 | TSC Euskirchen (ML)          | 1:2                   | Viktoria Arnoldsweiler (ML)           |
| 13.10.2013, 15:00 | Kaller SC (BL)               | 2:1                   | Germania Teveren (LL)                 |
| 13.10.2013, 15:00 | Inter Troisdorf (KLA)        | 1:0                   | SV Deutz 05 (BL)                      |
| 13.10.2013, 15:00 | SV Ennert 1911 (BL)          | 1:5                   | FV Wiehl (BL)                         |
| 13.10.2013, 15:00 | SV Bergisch Gladbach 09 (ML) | 0:6                   | FC Viktoria Köln (RL)                 |
| 13.10.2013, 15:00 | TSV Weiss (BL)               | 0:5                   | SC Fortuna Köln (RL)                  |
| 13.10.2013, 15:15 | Spvg Wesseling-Urfeld (LL)   | 2:0                   | FV Bad Honnef (LL)                    |
| 26.10.2013, 14:00 | FC Inde Hahn (BL)            | 2:1                   | Alemannia Aachen (RL)                 |

## 2. Runde
Die Partien wurden am 22. und am 23. November 2013 ausgetragen.
| Datum             |                                       | Ergebnis |                             |
| ----------------- | ------------------------------------- | -------- | --------------------------- |
| 22.11.2013, 19:30 | SC Borussia Lindenthal-Hohenlind (LL) | 0:1      | FC Wegberg-Beeck (ML)       |
| 23.11.2013, 14:00 | Spvg Wesseling-Urfeld (LL)            | 1:2      | FC Viktoria Köln (RL)       |
| 23.11.2013, 14:00 | FC Inde Hahn (BL)                     | 4:5      | FC Hürth (LL)               |
| 23.11.2013, 14:00 | Kaller SC (BL)                        | 1:2      | SC Fortuna Köln (RL)        |
| 23.11.2013, 14:30 | FV Wiehl (BL)                         | 4:1      | SV Brachelen (BL)           |
| 23.11.2013, 15:00 | TSV Hertha Walheim (LL)               | 1:4      | VfL Alfter (ML)             |
| 23.11.2013, 15:30 | Inter Troisdorf (KLA)                 | 2:4      | SV SW Nierfeld (ML)         |
| 23.11.2013, 15:45 | FC Leverkusen (BL)                    | 2:4      | Viktoria Arnoldsweiler (ML) |

## Viertelfinale
Die Partien wurden vom 1. bis zum 12. März 2014 ausgetragen.
| Datum             |                       | Ergebnis |                             |
| ----------------- | --------------------- | -------- | --------------------------- |
| 01.03.2014, 15:00 | VfL Alfter (ML)       | 2:0      | SV SW Nierfeld (ML)         |
| 01.03.2014, 15:00 | FC Wegberg-Beeck (ML) | 5:0      | FV Wiehl (BL)               |
| 12.03.2014, 19:00 | SC Fortuna Köln (RL)  | 0:1      | FC Viktoria Köln (RL)       |
| 12.03.2014, 19:30 | FC Hürth (LL)         | 3:5 n. V | Viktoria Arnoldsweiler (ML) |

## Halbfinale
Die Partien wurden am 17. April und am 7. Mai 2014 ausgetragen.
| Datum             |                             | Ergebnis |                       |
| ----------------- | --------------------------- | -------- | --------------------- |
| 17.04.2014, 19:30 | Viktoria Arnoldsweiler (ML) | 2:4      | FC Wegberg-Beeck (ML) |
| 07.05.2014, 19:00 | VfL Alfter (ML)             | 2:5      | FC Viktoria Köln (RL) |

## Finale
| FC Viktoria Köln                                   | FC Viktoria Köln | FC Wegberg-Beeck | FC Wegberg-Beeck |
| -------------------------------------------------- | --- | --- | ---------------- |
| FC Viktoria Köln                                   | \| 28. Mai 2014 um 19:30 Uhr in Bonn (Sportpark Nord) \| \| Ergebnis: 2:1 (2:0) \| \| Zuschauer: 1137 \| \| Schiedsrichter: Andreas Steffens (Euskirchen) \| \| Spielbericht \|                                                                                        | \| 28. Mai 2014 um 19:30 Uhr in Bonn (Sportpark Nord) \| \| Ergebnis: 2:1 (2:0) \| \| Zuschauer: 1137 \| \| Schiedsrichter: Andreas Steffens (Euskirchen) \| \| Spielbericht \|                                                                     | FC Wegberg-Beeck |
| FC Viktoria Köln                                   | Michael Vogel – Andreas Schäfer – Daniel Reiche – Markus Brzenska – Stefan Hickl – Claus Costa (74. Lukas Nottbeck) – Timo Staffeldt – Sebastian Spinrath – Mike Wunderlich – Silvio Pagano – Fatih Candan (90.+1' Marcus Steegmann) Cheftrainer: Claus-Dieter Wollitz | Stefan Zabel – Sebastian Wilms (81. Sergen Camcioglu) – Patrick Ajani – Simon Küppers – Maurice Passage – Fabio Simoes Ribeiro – Johannes Walbaum – Dominik Bischoff – Arian Berkigt – Thomas Lambertz – Sahin Dagistan Cheftrainer: Friedel Henßen | FC Wegberg-Beeck |
| FC Viktoria Köln                                   | 1:0 Candan (4.) 2:0 Candan (20.) | 2:1 Dagistan (90.) | FC Wegberg-Beeck |
| FC Viktoria Köln                                   | Reiche (89.) | Berkigt (44.) | FC Wegberg-Beeck |
| 28. Mai 2014 um 19:30 Uhr in Bonn (Sportpark Nord) | | |                  |
| Ergebnis: 2:1 (2:0)                                | | |                  |
| Zuschauer: 1137                                    | | |                  |
| Schiedsrichter: Andreas Steffens (Euskirchen)      | | |                  |
| Spielbericht                                       | | |                  |